# New Generation Queens
Dernière mise à jour : 10 avril 2023.
Le club des New Generation Queens est un club de football féminin basé à Zanzibar.

## Histoire
Les New Generation Queens sont la seule équipe féminine de l'archipel de Zanzibar de 2008 à 2012. 
Le club est sacré champion de Zanzibar en 2014. 
En 2015, le club fait l'objet d'un documentaire de Megan Shutzer : New Generation Queens: A Zanzibar Soccer Story,.
La saison 2022 se conclut sur une deuxième place en championnat. La saison suivante, les New Generation Queens sont sacrées championnes de Zanzibar.

## Palmarès
- Championnat de Zanzibar
  - Champion : 2014 et 2023.
  - Vice-champion : 2022.

- Coupe de Zanzibar
  - Vainqueur : 2021 et 2022.